# Оброчное (Вологодская область)
Оброчное — деревня в Харовском районе Вологодской области.
Входит в состав Михайловского сельского поселения, с точки зрения административно-территориального деления — в Михайловский сельсовет.
Расстояние по автодороге до районного центра Харовска — 22 км, до центра муниципального образования Михайловского — 5 км. Ближайшие населённые пункты — Заберезник, Умрища, Верхняя Горка.
По переписи 2002 года население — 11 человек.